# Sundance Film Festival 2010

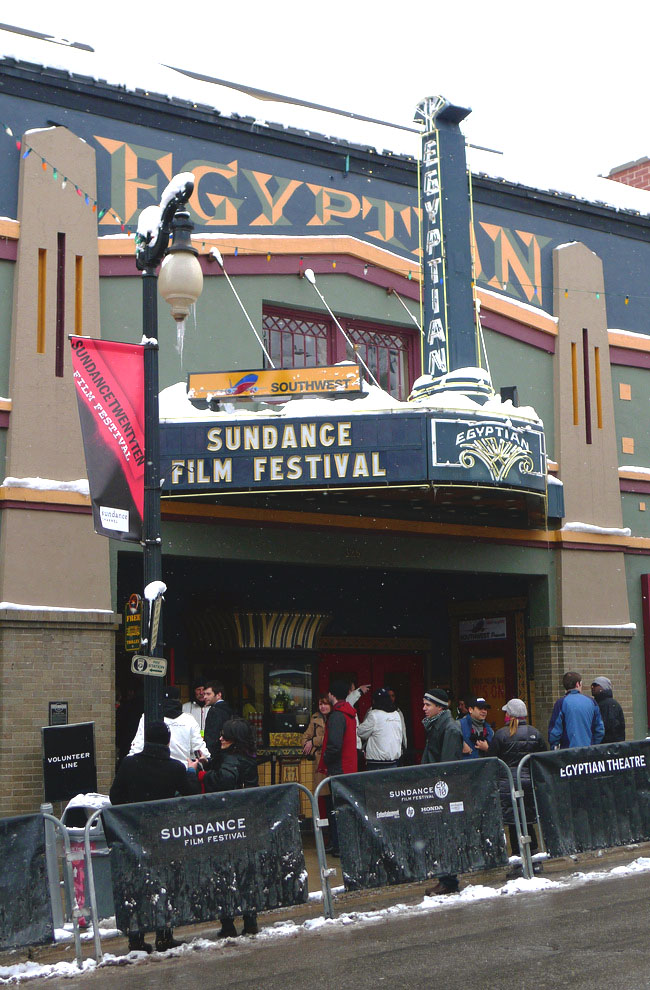
Das Mary G. Steiner Egyptian Theatre in Park City

Das Sundance Film Festival 2010 war das 26. Sundance Film Festival und fand vom 21. bis 31. Januar 2010 in Park City, Utah statt.

## Documentary
| Film                                       | Regie                              |
| ------------------------------------------ | ---------------------------------- |
| Restrepo                                   | Tim Hetherington, Sebastian Junger |
| Freedom Riders                             | Stanley Nelson                     |
| 12th & Delaware                            | Heidi Ewing, Rachel Grady          |
| A Small Act                                | Jennifer Arnold                    |
| Bhutto                                     | Duane Baughman, Johnny O’Hara      |
| Casino Jack and the United States of Money | Alex Gibney                        |
| Family Affair                              | Chico Colvard                      |
| GasLand                                    | Josh Fox                           |
| Jean-Michel Basquiat: The Radiant Child    | Tamra Davis                        |
| Joan Rivers: A Piece of Work               | Ricki Stern, Anne Sundberg         |
| Lucky                                      | Jeffrey Blitz                      |
| My Perestroika                             | Robin Hessman                      |
| Smash His Camera                           | Leon Gast                          |
| The Oath                                   | Laura Poitras                      |
| The Tillman Story                          | Amir Bar-Lev                       |
| Waiting for Superman                       | Davis Guggenheim                   |

## World Cinema – Documentary
| Film                  | Regie                          | Land                                  |
| --------------------- | ------------------------------ | ------------------------------------- |
| Det røde kapel        | Mads Brügger                   | Dänemark                              |
| A Film Unfinished     | Yael Hersonski                 | Deutschland, Israel                   |
| Enemies of the People | Rob Lemkin, Thet Sambath       | Vereinigtes Königreich, Kambodscha    |
| Fix ME                | Raed Andoni                    | Palästina                             |
| His & Hers            | Ken Wardrop                    | Irland                                |
| Kick in Iran          | Fatima Abdollahyan             | Deutschland                           |
| Last Train Home       | Lixin Fan                      | Kanada, China, Vereinigtes Königreich |
| Russian Lessons       | Olga Konskaya, Andrei Nekrasov | Norwegen, Russland, Georgien          |
| Secrets of the Tribe  | José Padilha                   | Vereinigtes Königreich, Brasilien     |
| Pecados de mi padre   | Nicolas Entel                  | Argentinien, Kolumbien                |
| Space Tourists        | Christian Frei                 | Schweiz                               |
| Waste Land            | Lucy Walker                    | Brasilien, Vereinigtes Königreich     |

## World Cinema – Dramatic
| Film                                                         | Regie                          | Land |
| ------------------------------------------------------------ | ------------------------------ | --- |
| Königreich des Verbrechens                                   | David Michôd                   | Australien                                                                                              |
| Boy                                                          | Taika Waititi                  | Neuseeland                                                                                              |
| Chaesikjuuija                                                | Seong-woon Lim                 | Südkorea                                                                                                |
| Contracorriente                                              | Javier Fuentes-León            | Peru, Kolumbien, Frankreich, Deutschland                                                                |
| El hombre de al lado                                         | Mariano Cohn, Gastón Duprat    | Argentinien                                                                                             |
| Four Lions                                                   | Christopher Morris             | Vereinigtes Königreich                                                                                  |
| Grown Up Movie Star                                          | Adriana Maggs                  | Kanada                                                                                                  |
| Nuummioq                                                     | Otto Rosing, Torben Bech       | Grönland                                                                                                |
| Die Versuchungen des Heiligen Antonius (Püha Tõnu kiusamine) | Veiko Õunpuu                   | Estland, Finnland, Schweden                                                                             |
| Son of Babylon                                               | Mohamed Al Daradji             | Irak, Vereinigtes Königreich, Frankreich, Niederlande, Vereinigte Arabische Emirate, Ägypten, Palästina |
| Peepli Live                                                  | Anusha Rizvi                   | Indien                                                                                                  |
| Wszystko, co kocham                                          | Jacek Borcuch                  | Polen                                                                                                   |
| Yo, también                                                  | Antonio Naharro, Álvaro Pastor | Spanien                                                                                                 |
| Zona sur                                                     | Juan Carlos Valdivia           | Bolivien                                                                                                |

## Dramatic
| Film                              | Regie                         |
| --------------------------------- | ----------------------------- |
| Winter’s Bone                     | Debra Granik                  |
| 3 Backyards                       | Eric Mendelsohn               |
| Blue Valentine                    | Derek Cianfrance              |
| Douchebag                         | Drake Doremus                 |
| Happythankyoumoreplease           | Josh Radnor                   |
| Hesher                            | Spencer Susser                |
| Holy Rollers                      | Kevin Asch                    |
| Howl                              | Rob Epstein, Jeffrey Friedman |
| Lovers of Hate                    | Bryan Poyser                  |
| Night Catches Us                  | Tanya Hamilton                |
| Obselidia                         | Diane Bell                    |
| Skateland                         | Anthony Burns                 |
| Sympathy for Delicious            | Mark Ruffalo                  |
| The Dry Land                      | Ryan Piers Williams           |
| The Imperialists Are Still Alive! | Zeina Durra                   |
| Welcome to the Rileys             | Jake Scott                    |

## Special Jury Prize
Documentary
GasLand: Josh Fox
World Cinema – Documentary
Enemies of the People: Rob Lemkin, Thet Sambath
World Cinema – Dramatic
Grown Up Movie Star: Tatiana Maslany
Dramatic
Sympathy for Delicious: Mark Ruffalo

## Directing Award
Documentary
Smash His Camera: Leon Gast
World Cinema – Documentary
Space Tourists: Christian Frei
World Cinema – Dramatic
Zona sur: Juan Carlos Valdivia
Dramatic
3 Backyards: Eric Mendelsohn

## Cinematography Award
Documentary
The Oath: Kirsten Johnson, Laura Poitras
World Cinema – Documentary
His & Hers: Michael Lavelle, Kate McCullough
World Cinema – Dramatic
El hombre de al lado: Mariano Cohn, Gastón Duprat
Dramatic
Obselidia: Zak Mulligan

## Documentary Film Editing Award
Joan Rivers: A Piece of Work: Penelope Falk

## World Cinema Documentary Film Editing Award
Shtikat Haarchion: Joel Alexis

## Waldo Salt Screenwriting Award
Winter’s Bone: Debra Granik, Anne Rosellini

## World Cinema Screenwriting Award
Zona sur: Juan Carlos Valdivia

## Audience Award
Documentary
Waiting for Superman: Davis Guggenheim
World Cinema – Documentary
Waste Land: Lucy Walker
World Cinema – Dramatic
Contracorriente: Javier Fuentes-León
Dramatic
Happythankyoumoreplease: Josh Radnor

## Short Filmmaking Award – Honorable Mention
Gewinner
Born Sweet: Cynthia Wade
Can We Talk?: Jim Owen
Cómo conocí a tu padre: Álex Montoya
Dock Ellis & The LSD No-No: James Blagden
Quadrangle: Amy Grappell
Rob and Valentyna in Scotland: Eric Lynne
Young Love: Ariel Kleiman

## Alfred P. Sloan Feature Film Prize
Obselidia: Diane Bell

## NHK Award
Gewinner
Amat Escalante für Heli (Mexiko)
Andrei Swjaginzew für Elena (Russland)
Daisuke Yamaoka für The Wonderful Lives at Asahigaoka (Japan)
Benh Zeitlin für Beasts of the Southern Wild (Vereinigte Staaten)